# Tarlatan
Tarlatan (engl. tarlatan, frz. tarlatane) ist ein feines und gleichzeitig steifes Gewebe aus Baumwolle. Es wird auch als Gaze-Linon oder Tirleton bezeichnet, in der Drucktechnik auch als Wischgaze.
Tarlatan ähnelt auf den ersten Blick dem Tüll, wird im Gegensatz zu diesem jedoch in Leinwandbindung hergestellt. Er ist locker gewebt, sehr leicht und glatt. Der feste Griff und die steife Struktur wird erst durch die anschließende Appretur erreicht und ist nicht waschbeständig.
Historisch wurde Tarlatan für Ballkleider oder zum Ausputz, wie z. B. Hüte verwendet. Da der Stoff sehr leicht, aber gleichzeitig fest und steif ist, eignet er sich auch als Einlage oder Zwischenfutter, um dem Oberstoff mehr Stand zu verleihen, ohne ihn dabei zu beschweren, beispielsweise um langen Röcken oder dem Rocksaum Stand zu geben. Auch eine Verwendung für Tutus ist denkbar.

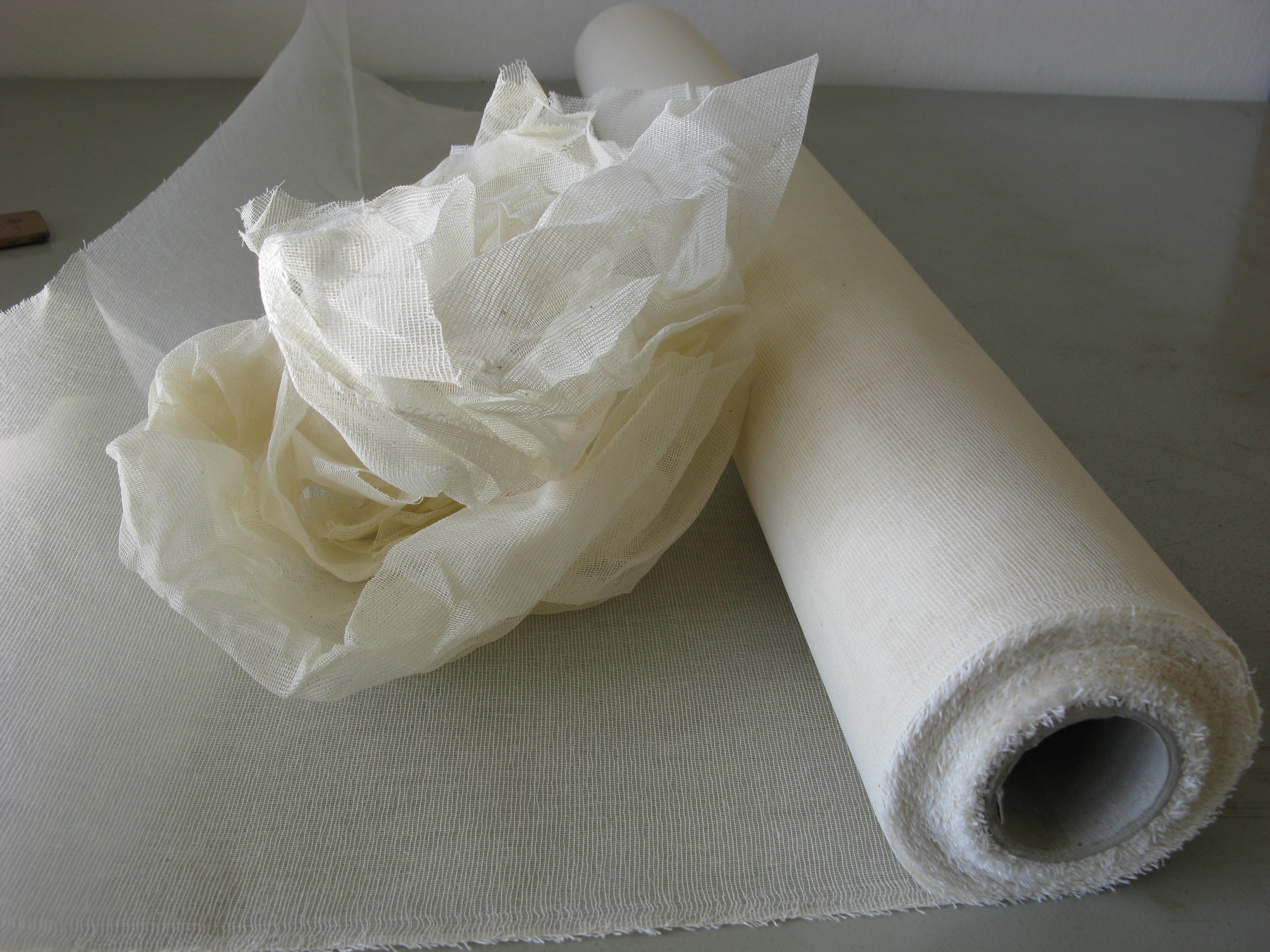
Beispiel für Tarlatan

Beim Drucken wird der Stoff benutzt, um überschüssige Druckfarbe von den Druckplatten abzuwischen, daher die Bezeichnung „Wischgaze“. Außerdem kommt er auch beim Buchbinden zum Einsatz.